# Rosa piptocalyx
Rosa piptocalyx är en rosväxtart som beskrevs av Juzepczuk. Rosa piptocalyx ingår i släktet rosor, och familjen rosväxter. Inga underarter finns listade i Catalogue of Life.